# دايليو (تطبيق للجوال)
دايليو (بالإنجليزية: Daylio)‏ هو تطبيق لتتبع اليوميات والحالة المزاجية للأنسان وهو متاح على نظامي الاي أو اس والأندرويد. تم نشر نسخة الاي أو أس للتطبيق بواسطة ريلاكسيو،  بينما تم نشر نسخة الأندرويد للتطبيق على متجر او منصة التطبيقات الرقمية جوجل بلاي بواسطة هابيتيكس.

## وظائف التطبيق
تسمح وظائف تطبيق دايليو الأساسية للمستخدمين بإدخال مزاجهم اليومي على مقياس من خمس مراحل و تطبيق دايليو يسم لمستخدمين ايضا بأضافة تلخيص ليومياتهم. يمكن للمستخدمين أيضًا الدخول في أنشطة من قائمة محددة مسبقًا ، أو إنشاء أنشطة مخصصة بهم. هناك أيضًا دعم لإضافة ما يصل إلى ثلاث صور لكل إدخال في اليوميات. يستخدم التطبيق استراتيجيات مختلفة لتحفيز الإدخالات المتكررة ، مثل نظام الخط اليومي والتذكيرات والإنجازات. يمكن للمستخدمين عرض الرسوم البيانية والإحصاءات الناتجة عن إدخالات الحالة المزاجية الخاصة بهم.

### السمات
يوفر تطبيق دايليو العديد من الإحصائيات التي تمنح المستخدمين نظرة ثاقبة لحالاتهم المزاجية. يتم تحديثها الإحصائيات التي يضيفوها المسخدمين تلقائيًا عندما يُدخل المستخدم المزيد من البيانات.
الأيام على التوالي
يتتبع تطبيق دايليو عدد الأيام التي أدخلها المستخدم. يتيح التطبيق للمستخدمين "إعادة إدخال" الأيام ، مما يعني أنه لا يلزم بالضرورة إجراء الإدخال كل 24 ساعة حتى تضل استمرارية الأيام نشطة. لكي يتم احتساب الإدخال اليومي ، فإنه يحتاج فقط إلى تسجيل الحالة المزاجية ؛ الأنشطة أو كتابة اليوميات غير مطلوبة.
مخطط المزاج
يتم تزويد المستخدمين بمخطط او رسم بياني للحالة المزاجية الخاصة بهم بناءً على إدخالاتهم في تطبيق دايليو. هذا المخطط او الرسم البياني الخاص بالحالة المزاجة الخاصة بالمستخدم يتكون من خمس مراحل تدل على حالة المستخدم المزاجية. كل مرحلة من هذه المراحل لها لون محدد. الالوان الخاصة بالمراحل يمكن تبديلها من الأعدادات الخاصة بالتطبيق. هذه المراحل تكون بشكل متسلسل من جيد جدا إلى جيد إلى متوسط إلى سيء والمرحلة الأخيرة هي سيء جدا.
متوسط المزاج اليومي / الشهري
يوفر التطبيق للمستخدمين مخططات شريطية تشير إلى المتوسط لكل يوم من أيام الأسبوع والشهر.
العام بالبكسل
يتم ترميز كل إدخال يومي تلقائيًا في تطبيق دايليو بناءً على الحالة المزاجية التي أدخلها المستخدم في السابق، ويتم تضمينها في جزء من عرض "السنة بالبكسل".

#### العضوية المميزة
على الرغم من أن العديد من الميزات الأساسية لدايليو متاحة مجانًا ، فإن التطبيق يقدم خيارًا مدفوعًا كذالك. يضيف هذا ميزات مثل إزالة إعلانات في نظام تشغيل أندرويد، وقفل لنظام الاي أو اس، والإحصائيات المتقدمة ، والنسخ الاحتياطي التلقائي ، والمزيد من الرموز التعبيرية.

## ردود الفعل
تلقى تطبيق دايليو ردود فعل إيجابية بشكل عام ، خاصة فيما يتعلق بسهولة استخدام التطبيق. واجهة تطبيق دايليو بسيطة نسبيًا ولا يستغرق إنشاء إدخالات يومية الكثير من الوقت ، ومع ذلك يمكن للإدخالات اليومية أن تكون مفيدة رغم سرعة إدخالها من قبل المستخدمين.
موقع لايف هاكر استشهد بأن تطبيق دايليو:
| دايليو (تطبيق للجوال) | يمكن اعتباره جيد، إذا كنت تريد مجلة مصغرة خاصة وسريعة. | دايليو (تطبيق للجوال) |

.
دراسة من قبل حسين وآخرون. (2020) تشير إلى بعض نقاط الضعف في تطبيق دايليو. تتضمن نقاط الضعف تلك شاشة تسجيل دخول للمرة الأولى غير مرحب بها. هنالك ايضا أذونات داخل تطبيق دايليو تتعلق بالبيانات الحساسة. من أحد عيوب تطبيق دايليو ايضا هو وجود تصميم غير موحد بين نظام تشغيل اي أو اس و نظام تشغيل أندرويد. يحتوي هذا التطبيق ايضا على أيقونات غير واضحة او ايقونات مزدحمة. مع ذلك ، فإن استنتاجهم ينص على أن "بشكل عام ، تكشف النتائج أن تطبيق دايليو للجوال فعال, مفيد وموثوق في الاستخدام. على الرغم من هذا ، أشار الفحص الدقيق إلى وجود مشاكل ملحة تحتاج إلى الإصلاح لزيادة تحسين جودة التطبيق. " 

## روابط خارجية
- الصفحة الرئيسية